# Blepephaeus niasicus
Blepephaeus niasicus là một loài bọ cánh cứng trong họ Cerambycidae.